# San José de los Llanos
San José de los Llanos, o semplicemente Los Llanos, è un comune della Repubblica Dominicana di 25.404 abitanti, situato nella Provincia di San Pedro de Macorís. Comprende, oltre al capoluogo, due distretti municipali: El Puerto e Gautier.